# Jean Leon Gerome Ferris
Jean Leon Gerome Ferris (Philadelphia (Pennsylvania), 18 augustus 1863 – aldaar, 18 maart 1930) was een Amerikaans schilder. Hij staat met name bekend om zijn historische werken.

## Biografie
Jean Leon Gerome Ferris werd in Philadelphia geboren als zoon van de portretschilder Stephen James Ferris. Hij kwam uit een echte schildersfamilie, zo was Thomas Moran een oom van hem. Hij studeerde aan de Pennsylvania Academy of the Fine Arts en vertrok in 1883 naar Parijs om aldaar te studeren aan de Académie Julian waar hij studeerde onder William-Adolphe Bouguereau.
in 1895 begon Ferris met het schilderen van zijn serie over de ontstaansgeschiedenis van de Verenigde Staten. Een kunstserie die uiteindelijk uit 78 scènes bestond. De gehele serie werd tussen 1913 en 1930 tentoongesteld in de Independence Hall. Hij overleed datzelfde jaar in zijn geboorteplaats.

## Galerij

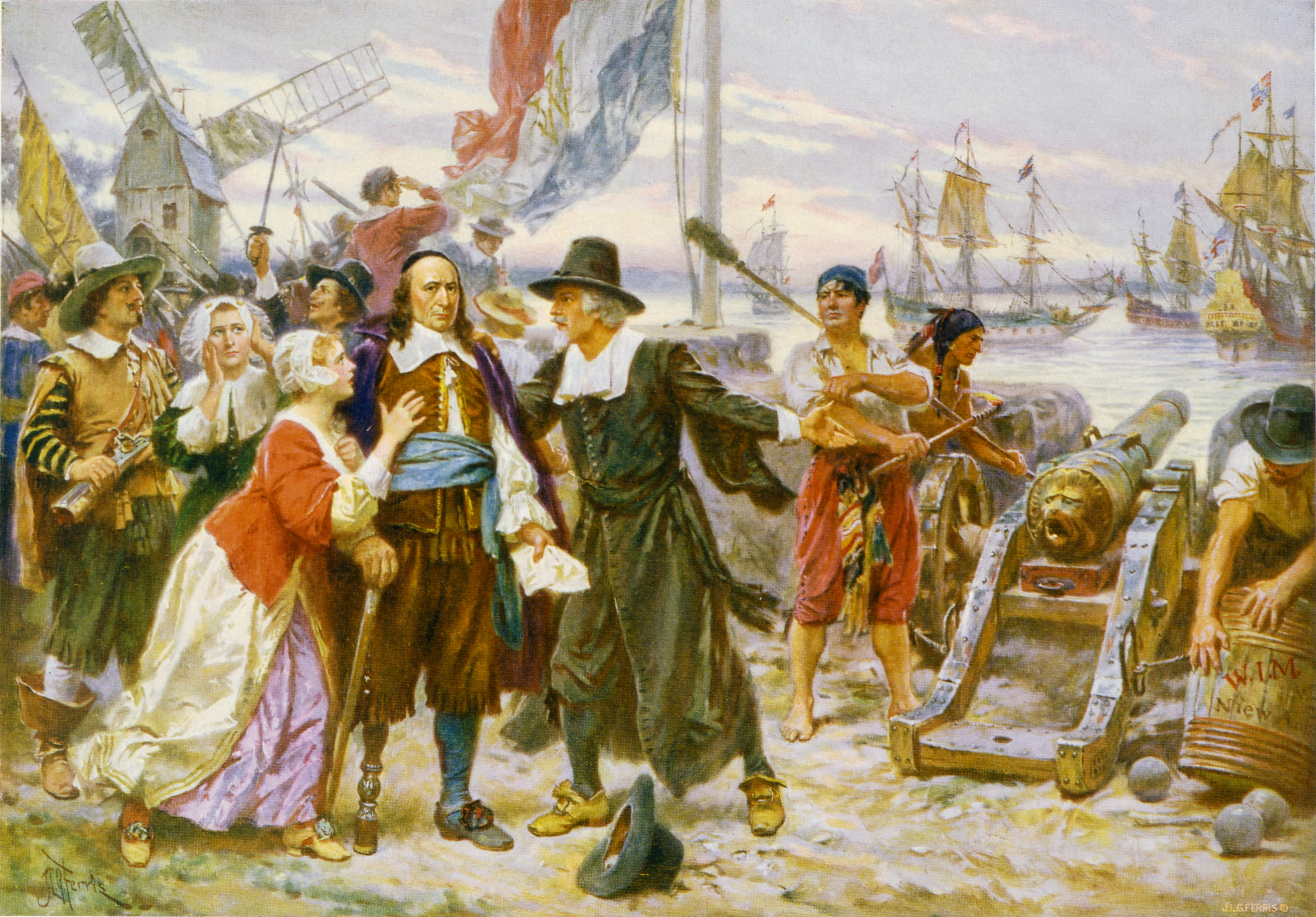
De Val van Nieuw-Amsterdam
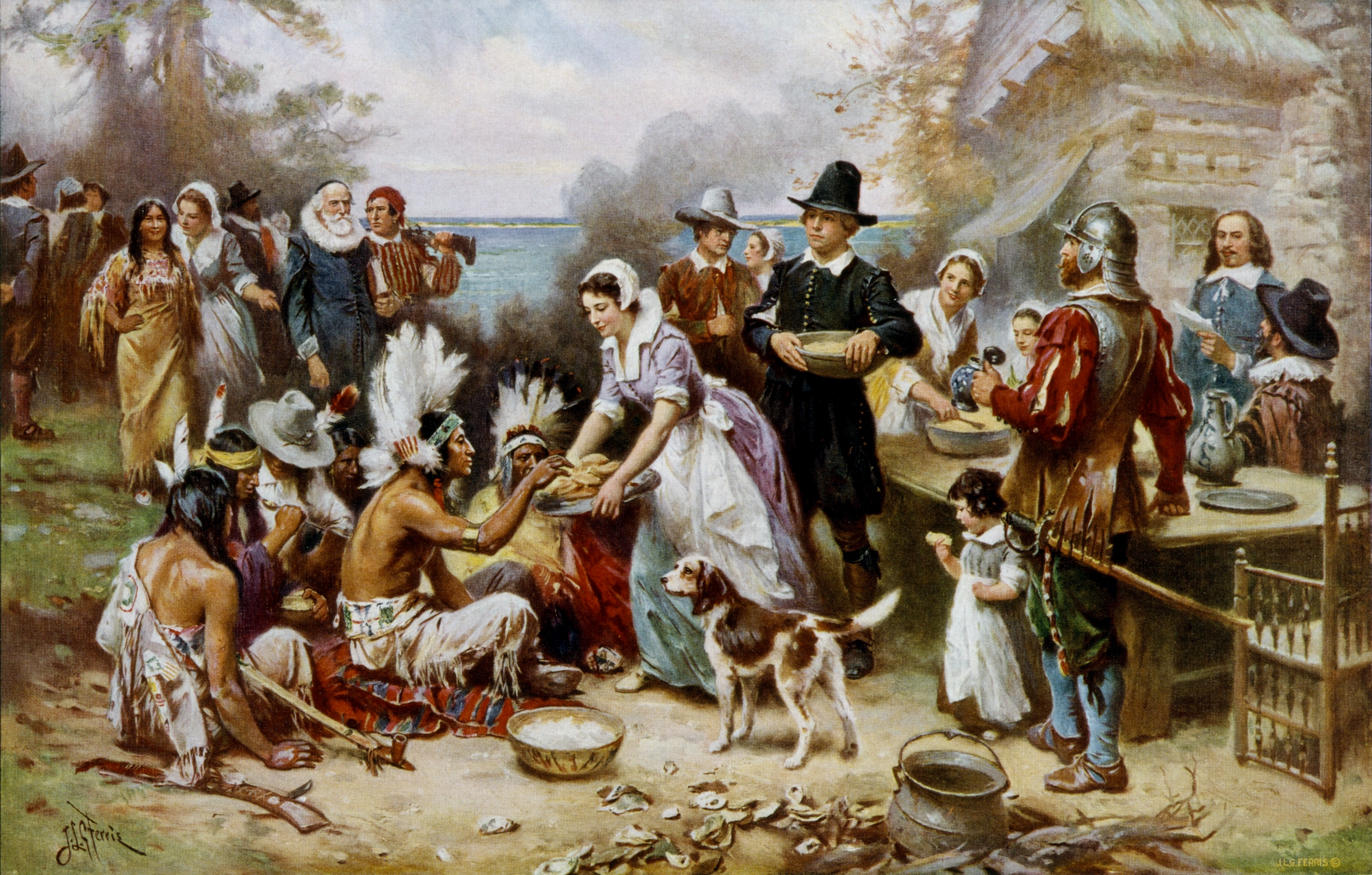
De eerste Thanksgiving

- International Standard Name Identifier: 0000 0000 6704 4156
- Library of Congress Control Number: n86001117
- SNAC: w69s3sp5
- Union List of Artist Names: 500013351
- Virtual International Authority File: 18693415
- WorldCat: E39PBJbM7pJJxY39Gb4CpPGT73